# 드롭다운 목록

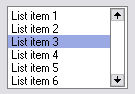
드롭다운 목록에서 List item 3를 선택한 모습.

드롭다운 목록은 GUI 위젯의 일종으로, 목록 상자와 같이 사용자가 목록에서 하나의 값만 선택하는 것만 허용한다. 목록이 비활성 상태일때는 하나의 값만 표시되며, 목록이 활성화되면 사용자가 선택할 수 있는 값들이 목록에 표시된다. 사용자가 목록에서 값을 선택하면 목록은 다시 비활성 상태가 되어 사용자가 선택한 값만이 표시된다. 웹 브라우저를 비롯하여 그래픽 사용자 인터페이스가 적용된 여러 컴퓨터 프로그램에서 폭넓게 사용된다.

## HTML
웹 폼에서 HTML 요소 <select>와 <option>은 드롭다운 메뉴를 표시하기 위해 사용된다:
```
<select>

  
<option>
option1
</option>

  
<option>
option2
</option>

  
<option>
option3
</option>

</select>

```

## 같이 보기
- 콤보 상자